# Abu-l-Qàssim Harun
Abu-l-Qàssim Harun ibn Alí ibn Zàfar al-Dandani Rabib al-Dunya wa l-Din fou visir de l'atabeg ildiguízida de l'Azerbaidjan, Uzbeg ibn Muhammad ibn Ildeguiz.
Fou patró de la cultura. Fou capturat per Alà-ad-Din Muhàmmad de Coràsmia (1200-1220) quan va venir a la Pèrsia occidental per lluitar contra l'atabeg salghúrida de Fars, Sad, i contra Uzbeg, però fou alliberat. Quan el fill de Muhammad, Jalal-ad-Din Mangubertí, es va apoderar de l'Azerbaidjan el 1225, es va retirar del govern i va establir una madrassa a casa seva dedicant-se als afers religiosos. L'última data en què apareix viu és el 1226/1227.